# Temporada de tufões no Pacífico de 1900
Em 1900, 23 ciclones tropicais foram observados no oeste do Oceano Pacífico, ao norte do equador e a oeste da Linha Internacional de Data. Nessa região do mundo, os ciclones que atingem ventos máximos sustentados de pelo menos 118 km/h são conhecidos como tufões. Das 23 tempestades, 13 foram rastreadas pelo Observatório de Hong Kong. A atividade ocorreu de janeiro a dezembro, embora a maior parte das tempestades tenha se formado de junho a novembro.
Em julho, uma tempestade que atingiu Taiwan (então conhecida como Formosa ) danificou mais de 1.000 casas e deixou 10 fatalidades. Em 19 de agosto um tufão que se moveu pelo oeste do Japão matou 51 pessoas quando naufragou uma frota pesqueira. Em setembro, outra tempestade no Japão matou três pessoas em Tóquio e uma pessoa em Ono. Uma série de tufões atingiu o Vietnã (então conhecido como Annam) de setembro a novembro, o primeiro dos quais causando 1.600 mortes quando atingiu a região em 29 de setembro Uma tempestade no final da temporada atingiu Hong Kong em 10 de novembro pegando moradores desprevenidos, virando 270 barcos e matando mais de 200 pessoas. Em 13 de novembro, Guam foi atingida por seu tufão mais intenso já registrado, registrando uma pressão barométrica mínima de 923 mbar (27.3 inHg). Os ventos fortes destruíram quase todas as plantações da ilha e dizimaram várias pequenas cidades, resultando em mais de 100 mortes.

## Janeiro – agosto
Duas tempestades foram relatadas em janeiro e outra se desenvolveu em março.
Em 19 de junho, uma tempestade foi observada no Mar da China Meridional e se dissipou em 23 de junho após atingir a costa sul da China. O próximo sistema foi observado em 2 de julho a leste das Filipinas, que se moveu para noroeste e se dissipou ao norte de Taiwan em 6 de julho após atingir a ilha no dia anterior perto da cidade de Taitung. Em toda a ilha, pelo menos 130 casas foram destruídas e outras 875 foram danificadas, matando 10 pessoas. O transbordamento do rio Tamsui destruiu várias pontes e barcos perto de Tamsui.
Quatro ciclones tropicais foram observados em agosto. Um ciclone tropical foi observado em 13 de agosto a leste das Filipinas, ao sul de Okinawa. A tempestade moveu-se para nordeste através das ilhas Ryukyu, gerando alertas de tempestade em 18 de agosto para as principais ilhas do Japão. No dia seguinte, o tufão passou por Kyushu e Shikoku no Mar do Japão. Em Miyazaki, uma pressão de 956 mbar (28,23 inHg) foi registrado. O ciclone trouxe 53 mm de chuva para Kyushu, espalhando-se até o leste de Tóquio, o que causou inundações e interrompeu o serviço ferroviário. Ondas altas afetaram Ujina e Hiroshima, com maré de tempestade de 2 ft (0.61 m) neste último local. Os ventos derrubaram as linhas telegráficas a oeste de Hiroshima e causaram o aumento do preço do tabaco devido aos danos à colheita. Na província de Ehime, o ciclone atingiu uma frota de barcos de pesca, matando 51 pessoas, deixando 13 desaparecidos e com 20 outros resgatados.
Ao longo da costa oeste do que hoje é Albay, nas Filipinas, um tufão destruiu um navio em 17 de agosto. A tripulação ajudou os passageiros a entrar nos barcos de resgate, mas tiveram que esperar mais seis dias até serem resgatados por outro navio. Ninguém ficou ferido nos destroços. Em 18 de agosto, uma tempestade foi observada movendo-se para noroeste em direção às ilhas Ryukyu, onde foi observada pela última vez em 23 de agosto. Noroeste de Lução em 19 de agosto, um ciclone tropical foi observado. Movendo-se para o oeste, o sistema atravessou a ilha chinesa de Ainão em 21 de agosto. Todos os navios foram evacuados no porto de Macau devido à tempestade. Depois de cruzar o Golfo de Tonquim, o ciclone se dissipou ao atingir o Vietnã em 23 de agosto. No mesmo dia, outra tempestade foi observada a nordeste de Lução. O novo ciclone seguiu na direção norte-noroeste, atingindo Taiwan em 26 de agosto. Ele continuou e se dissipou sobre o continente sudeste da China. Outro novo ciclone existiu de 25 – 29 de agosto, originando-se a oeste de Lução e movendo-se para o norte até sua dissipação no sul da China.

## Setembro – dezembro

### Tempestades vietnamitas
Um ciclone tropical se desenvolveu no sul das Filipinas em 23 de setembro. Ele atravessou Vissaias e cruzou Palauã para o Mar da China Meridional em uma trajetória noroeste. Curvando-se para o oeste, a tempestade se dissipou depois de se mover atingindo o sudeste de Da Nang (então conhecido como Tourane), Vietnã, em 29 de setembro. A tempestade matou 1.600 pessoas e deixou outras 4.500 pessoas desabrigadas. 48 horas de ventos fortes destruíram campos de arroz e muitos edifícios.
Outro ciclone tropical se desenvolveu nas Filipinas em 29 de setembro, movendo-se para oeste-noroeste através de Palawan até o Mar da China Meridional. Em 4 de outubro, a tempestade atingiu a costa do Vietnã perto de Da nang, dissipando-se logo em seguida. Em 5 de outubro, um ciclone tropical foi observado pela primeira vez perto de Samar, nas Filipinas. Deslocando-se para oeste através do arquipélago, a tempestade atravessou o Mar da China Meridional e dissipou-se sobre o Vietname a 9 de outubro, tendo atingido Quảng Ngãi. Uma tempestade semelhante foi observada pela primeira vez em 12 de outubro. O sistema também se moveu para o oeste através do Mar da China Meridional, atingindo o leste do Vietnã perto de Sông Cầu em 17 de outubro. Dissipou-se no dia seguinte. Ao longo da costa do Vietnã, a tempestade deixou grandes danos a vários quilômetros do interior, dizimando plantações de café e chá. Outra tempestade se originou em 30 de outubro a leste de Samar e, como muitas outras tempestades da temporada, moveu-se para o oeste pelas Filipinas e pelo Mar da China Meridional. Atingiu Sông Cầu ao longo do leste do Vietnã em 3 de novembro, dissipando-se no dia seguinte.

### Tufão de Hong Kong
Um ciclone tropical foi observado pela primeira vez a leste das Filipinas em 4 de novembro. Ele se moveu pelas Filipinas e fez uma curva para o noroeste e depois para o norte no Mar da China Meridional. O tufão tinha um diâmetro de até 1000 km de largura, levando o Observatório de Hong Kong a emitir um Sinal de Alerta em 8 de novembro. Dois dias depois, o sistema moveu-se sobre o leste de Hong Kong, produzindo ventos de pico de 113 km/h e uma pressão mínima de 974.9 mbar (28.79 inHg) ; esta continua sendo a leitura de pressão mais baixa para o mês de novembro. Como a tempestade chegou no final do ano, muitos moradores não deram ouvidos aos avisos, já que o tiro para marcar o aviso não ocorreu devido ao mau funcionamento da arma. A tempestade ficou conhecida como o desastre do tufão Geng-Zi, devido a 1900 ser conhecido como o ano "Geng-Zi". A tempestade se dissipou no final de 10 de novembro no sul da China.
Um raro tufão de novembro, a tempestade produziu ondas severas que danificaram e afundaram 270 barcos no porto de Hong Kong, incluindo uma canhoneira britânica e uma draga. Os navios portugueses na região ajudaram os tripulantes cujos navios foram danificados, e os construtores de navios atenderam a muitos pedidos em 1901 para compensar os navios perdidos. Ondas altas também danificaram um píer da Star Ferry. Em Yau Ma Tei, os ventos fortes danificaram todos os galpões construídos em terras recuperadas e muitas casas foram danificadas em Hong Kong. Ao longo da Queen's Road, vários edifícios desabaram, matando oito. Muitas árvores, lâmpadas e postes telefônicos foram derrubados. A tempestade matou mais de 200 pessoas em Hong Kong, causando o maior dano de qualquer tempestade desde um tufão em 1874. Ventos fortes também foram relatados nas proximidades de Macau, embora não tenha havido danos sérios lá.

### Tufão Guam
Em 13 de novembro, um tufão atingiu Guam, acompanhado por uma maré de tempestade de 12 ft (3.7 m), inundando Aganha e Inarajan. Uma pressão de 926 mbar (27,34 inHg) foi registrado na ilha, o tufão Guam mais intenso já registrado, e o mais severo em 40 anos. Várias cidades foram totalmente destruídas, e 100 pessoas foram mortas. Muitos prédios do governo, incluindo a Plaza de Espanha, perderam seus telhados e foram danificados. O USS Yosemite, atracado no porto de Apra, foi danificado quando fortes ondas empurraram o navio para os recifes, danificando a hélice e o leme. A tripulação evacuou depois de ficar à deriva por 36 horas, resgatando quaisquer objetos de valor antes de afundar deliberadamente o danificado Yosemite. Cinco tripulantes morreram no navio. Os desabrigados pela tempestade residiam em escolas e prisões nas semanas após a tempestade, e muitas pessoas morreram de gripe por residirem em suas casas danificadas. Quase todas as plantações da ilha foram destruídas, obrigando o governo a distribuir alimentos aos moradores da ilha. Demorou dois anos para que os coqueiros da ilha voltassem a crescer.

### Outros sistemas
Quatro tempestades foram observadas em cada mês de setembro a novembro, e duas tempestades adicionais foram observadas em dezembro.
Um ciclone tropical se desenvolveu entre Guam e as Ilhas Carolinas ocidentais em 1 de setembro. Moveu-se para oeste-noroeste, atingindo Lução perto de Nova Ecija em 7 de setembro. A tempestade atravessou a ilha e emergiu no Mar da China Meridional no dia seguinte. Em 11 de setembro, o tufão atingiu o sul da China a sudeste de Maoming, dissipando-se no dia seguinte. Ventos fortes e marés danificaram a Praia Grande em Macau.
Em 11 de setembro, um ciclone tropical foi observado ao sul do Japão, movendo-se para o oeste. Moveu-se para o oeste através das Ilhas Ryūkyū, onde uma pressão de 985 mbar (29.09 inHg) foi registrado e muitas casas foram danificadas. A tempestade passou mais tarde ao norte de Taiwan (então conhecida como Formosa), matando várias pessoas. O rio Tamsui transbordou devido ao tufão, que inundou 922 casas ao redor de Taipé. Um navio foi levado à praia e o tráfego ferroviário foi interrompido. O ciclone mais tarde se mudou para a China continental perto de Wenzhou em 15 de setembro, dissipando-se dois dias depois. Os remanescentes se espalharam para o norte pela península coreana.
Em 24 de setembro, uma tempestade foi observada a sudeste de Okinawa. Dois dias depois, a tempestade passou entre Miyako-jima e Okinawa. Em 27 de setembro, o tufão passou perto de Ōshima e continuou rapidamente para o norte, atingindo o Japão continental perto de Shizuoka. Uma pressão mínima de 987 mbar (29,15 inHg) foi registrado na costa sul de Kyushu. Depois de contornar Tóquio em 28 de setembro, a tempestade emergiu no mar aberto perto de Sendai. A maior parte do Japão foi afetada pelos ventos fortes que interromperam as comunicações. Perto de Yokohama, os ventos derrubaram placas e linhas de energia, ao mesmo tempo em que causaram danos ao telhado. Em Kobe, 68 casas foram destruídas, junto com várias fábricas, foram 80 barcos foram perdidos. Centenas de árvores foram derrubadas, uma das quais matou um homem em Ono. Na península de Sadamisaki, ao longo da ponta oeste de Shikoku, a precipitação atingiu 100 mm, e as inundações chegaram até os joelhos em Tóquio. Três pessoas morreram na cidade; um devido a uma árvore caída, outro devido a uma chaminé danificada e outro devido a um telhado destruído.
Em 18 de outubro, uma tempestade foi observada a leste do norte de Lução. Movendo-se para noroeste, atingiu e se dissipou sobre Taiwan em 21 de outubro.
De 15 – 16 de novembro, um ciclone tropical estava se movendo para o nordeste ao sul de Okinawa. Em 8 de dezembro, um tufão foi observado a leste do grupo de ilhas Visayas, nas Filipinas. Moveu-se para o oeste, cruzando Leyte, e acelerou para o nordeste. A tempestade foi observada pela última vez em 12 de dezembro Vários barcos foram arrastados para a costa ou naufragados durante a tempestade. A tempestade final da temporada persistiu a sudeste de Guam de 13 – 20 de dezembro. Possivelmente relacionado a ele estava um tufão que foi observado pela primeira vez na baixa latitude de 4º N sudeste de Palau.